# Ave Maria〜Who
「Ave Maria〜Who」（アヴェ・マリア フー）は、1989年11月に斉藤由貴がリリースした14枚目のシングルである。

## 概要
クリスマスカード付きのCDシングルとしてリリースされた。
2曲とも、クリスマスミニアルバム『TO YOU』収録曲であるが、「あたかも大聖堂の中にいるかのような錯覚を起こすサラウンド方式」でリミックスされている。
1トラックの中に2曲が収録されている。曲間には、新たなSEが加えられている。

## 収録曲
1. Ave Maria〜Who（Re-mix Version）
  - Ave Maria
    - 訳詞: 堀内敬三／作曲: C.Goonod／編曲: 武部聡志

  - Who
    - 訳詞: 田中俊／作曲・編曲: 武部聡志